# تیانتی
تیانتی (به لاتین: Tianeti) یک منطقهٔ مسکونی در گرجستان است که در متسختا-متیانتی واقع شده‌است. تیانتی ۲٬۴۷۹ نفر جمعیت دارد و ۱٬۱۰۰ متر بالاتر از سطح دریا واقع شده‌است.